# Comitato di Csanád
Il comitato di Csanád (in ungherese Csanád vármegye, in romeno Comitatul Cenad, in latino Comitatus Chanadiensis o Chenadiensis) è stato un antico comitato del Regno d'Ungheria, il cui territorio è oggi diviso tra l'Ungheria meridionale e la Romania occidentale. Capoluogo del comitato era la città di Makó.

## Geografia fisica
Il comitato di Csanád confinava con gli altri comitati di Békés, Arad, Torontál e Csongrád. Situato in una zona completamente pianeggiante, era uno dei più piccoli comitati ungheresi; aveva come unica chiara delimitazione geografica il corso del fiume Szamos a sud.

## Storia
Per effetto delle cessioni territoriali sancite dal Trattato del Trianon nel 1920 l'Ungheria dovette rinunciare alla parte sudorientale del comitato (regione di Nagylak), che passò alla Romania. Il resto del territorio venne invece fuso con le parti rimanenti dei comitati di Torontál e Arad a formare il nuovo comitato di Csanád-Arad-Torontál. Questa nuova unione amministrativa ebbe però vita breve, giacché dopo la seconda guerra mondiale - per effetto della riforma amministrativa ungherese del 1950 - venne smembrato tra le province di Békés e Csongrád-Csanád. La parte romena del comitato fa invece parte del distretto di Arad.